# Phare de La Martre
Le phare de La Martre est un phare du Québec (Canada) situé à La Martre, au nord de la Gaspésie. Il a été reconnu édifice fédéral du patrimoine en 1988 et cité immeuble patrimonial par la municipalité de La Martre en 2013.

## Histoire

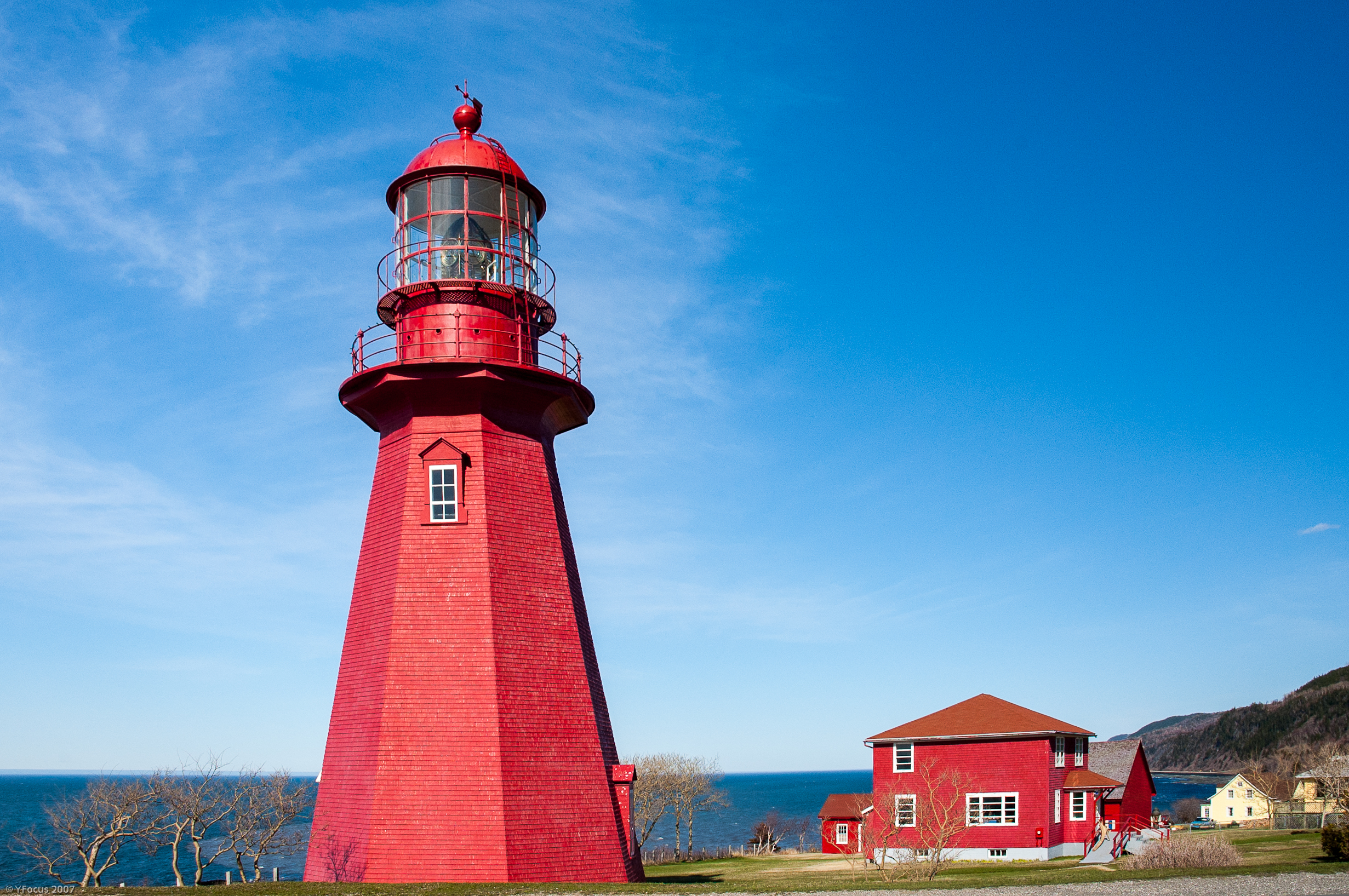
Le phare et la maison du gardien.

Le premier phare de La Martre a été construit en 1876 par le gouvernement fédéral pour répondre à la croissance du trafic maritime et le besoin d'offrir une meilleure sécurité à la navigation entre les phares de Madeleine et de Cap-Chat. C'était une tour érigée à même le toit de la maison du premier gardien du phare, Jean-Baptiste Gauthier.
Le phare actuel, avec sa structure octogonale en bois aux côtés inclinés, a été construit en 1906. Il a conservé son système d’horlogerie d’origine (câble et poids) qui permet la rotation du module d’éclairage.